# Perrefitte
Perrefitte (hist. Beffert, Pfeffert) – gmina (niem. Einwohnergemeinde) w północno-zachodniej Szwajcarii, w kantonie Berno, w regionie administracyjnym Berner Jura, w okręgu Berner Jura. 31 grudnia 2020 roku liczyła 481 mieszkańców. 

## Demografia
Według danych z 2000 r. 84,2% mieszkańców gminy była francuskojęzyczna, 9,2% niemieckojęzyczna, a 2,9% włoskojęzyczna. Na dzień 31 grudnia 2020 obcokrajowcy stanowili 16,2% ogółu mieszkańców.